# Apoidea
Die Überfamilie Apoidea gehört zu den Stechimmen innerhalb der Ordnung der Hautflügler. Sie umfasst etwa 30.000 Arten. Diese Überfamilie umfasst die Bienen und die Grabwespen. Ursprünglich, wie in den meisten älteren, aber auch rezenten Schriften üblich, bezeichnete Apoidea allein die Überfamilie der Bienen, die sich in mehrere Familien gliederte. Die sich mit ihnen beschäftigenden Fachleute bzw. Wissenschaftler werden als Apidologen bezeichnet.

## Verwandtschaftliche Verhältnisse
Die nahe Verwandtschaft der Bienen mit den Grabwespen ist seit langer Zeit unbestritten, es gilt als gesichert, dass beide Gruppen zusammengenommen eine monophyletische Einheit bilden. Gemeinsame abgeleitete Merkmale (Synapomorphien) sind vor allem im Bau des Thorax zu finden. Das vermutete Schwestergruppenverhältnis zwischen Bienen und Grabwespen kann allerdings nicht mehr aufrechterhalten werden. Während sich die Bienen durch viele abgeleitete Merkmale (das auffallendste davon ist die pflanzliche Nahrung der Larven) zweifellos als monophyletische Gruppe darstellen, bilden die Grabwespen eine paraphyletische Gruppe, die meist in vier Familien aufgegliedert wird.
Um diesen systematischen Sachverhalt taxonomisch abzubilden, war der Rang einer Überfamilie für die Bienen nicht mehr haltbar, Apoidea als deren Bezeichnung musste weichen. Man könnte die Bienen als einzelne (fünfte) Familie Apidae in die Grabwespen eingliedern. Problematisch wäre dann die weitere Untergliederung, die traditionell bereits auf mehreren Familien basiert. Eine Kompromisslösung besteht in der Bildung zweier Familienreihen innerhalb einer Überfamilie, jeweils mit den Familien der Bienen und Grabwespen. Für die Benennung dieser Überfamilie stehen die Namen Apoidea wie auch Sphecoidea zur Verfügung. Für die Namen der Familiengruppe besteht keine Prioritätsregel, dennoch favorisiert Michener aus diesem Grund den Namen Apoidea, eine Entscheidung, der sich inzwischen die meisten Fachleute anschließen.

## Heute weithin übliche Gliederung
- Grabwespen (Spheciformes)
  - Heterogynaidae
  - Ampulicidae
  - Sphecidae
  - Crabronidae
- Bienen (Apiformes)

- - Stenotritidae
  - Colletidae
  - Andrenidae
  - Halictidae
  - Melittidae
  - Megachilidae
  - Apidae

Bei konsequenter Anwendung der phylogenetischen Systematik sind solche Überlegungen allerdings ohne Belang, da zum einen die Notwendigkeit der Benennung aller übergeordneten Taxa entfällt, zum anderen die Vorstellung gleichrangiger Gruppierungen aufgegeben wurde.
Dabei ist jedoch zu beachten, dass die Crabronidae nicht monophyletisch sind und die Bienen eine Schwestergruppe einer Teilgruppe der Crabronidae (Ammoplanina) sein dürften.
Die Apoidea sind vermutlich im späten Jura (vor ca. 185 Mio. Jahren) entstanden, die Bienen dürften in der frühen Kreidezeit (ca. 128 Mio. Jahre) entstanden sein, als auch die adaptive Radiation der Angiospermen stattfand.

## Lebensweise
Die Grabwespen sind meistens räuberisch, sie tragen paralysierte Insekten (z. B. Bienen, Diptera, Lepidoptera, Orthoptera) in ihr Nest, wo sie den Larven als Nahrung dienen. Die meisten Arten der Grabwespen leben solitär (also nicht sozial). Bienen, hingegen, leben sowohl als Larven als auch als erwachsene rein vegetarisch von Pollen und Nektar und sind damit wesentliche Bestäuber. Innerhalb der Bienen hat sich mehrfach soziale Lebensweise herausgebildet.